# Clarke Island, Nunavut
Clarke Island är en ö i Kanada.   Den ligger i territoriet Nunavut, i den östra delen av landet, 1 200 km norr om huvudstaden Ottawa. Arean är 13,2 kvadratkilometer.
Terrängen på Clarke Island är platt. Öns högsta punkt är 76 meter över havet. Den sträcker sig 5,6 kilometer i nord-sydlig riktning, och 4,1 kilometer i öst-västlig riktning.
Trakten runt Clarke Island är nära nog obefolkad, med mindre än två invånare per kvadratkilometer.